# Candi Sewu

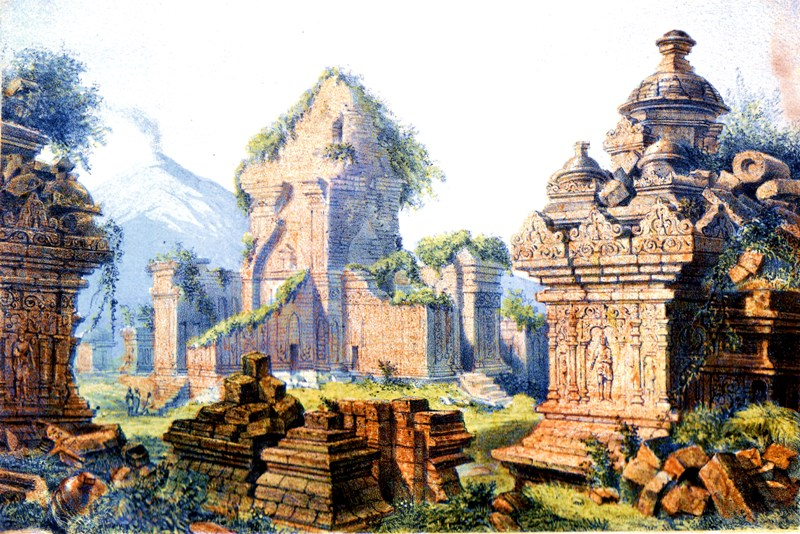
Gravure de Candi Sewu datée de 1858

Candi Sewu, qui signifie en javanais "les mille temples", est un sanctuaire bouddhique indonésien du VIIIe siècle situé à 800 mètres au nord du temple de Prambanan dans le centre de l'île de Java, dans la plaine qui s'étend entre le pied du volcan Merapi au nord et les monts Sewu au sud, non loin de la frontière entre le territoire spécial de Yogyakarta et la province de Java central. Cette plaine abrite de nombreux sites archéologiques répartis sur seulement quelques kilomètres. Elle était donc probablement un important centre religieux, politique et urbain durant la période dite classique de Java.
C'est le deuxième temple bouddhiste le plus important du centre de Java après Borobudur. Il est antérieur à Prambanan, qui est shivaïte. Il consiste en fait en 249 constructions. Son nom javanais est lié à la légende de Lara Jonggrang. 

## Histoire

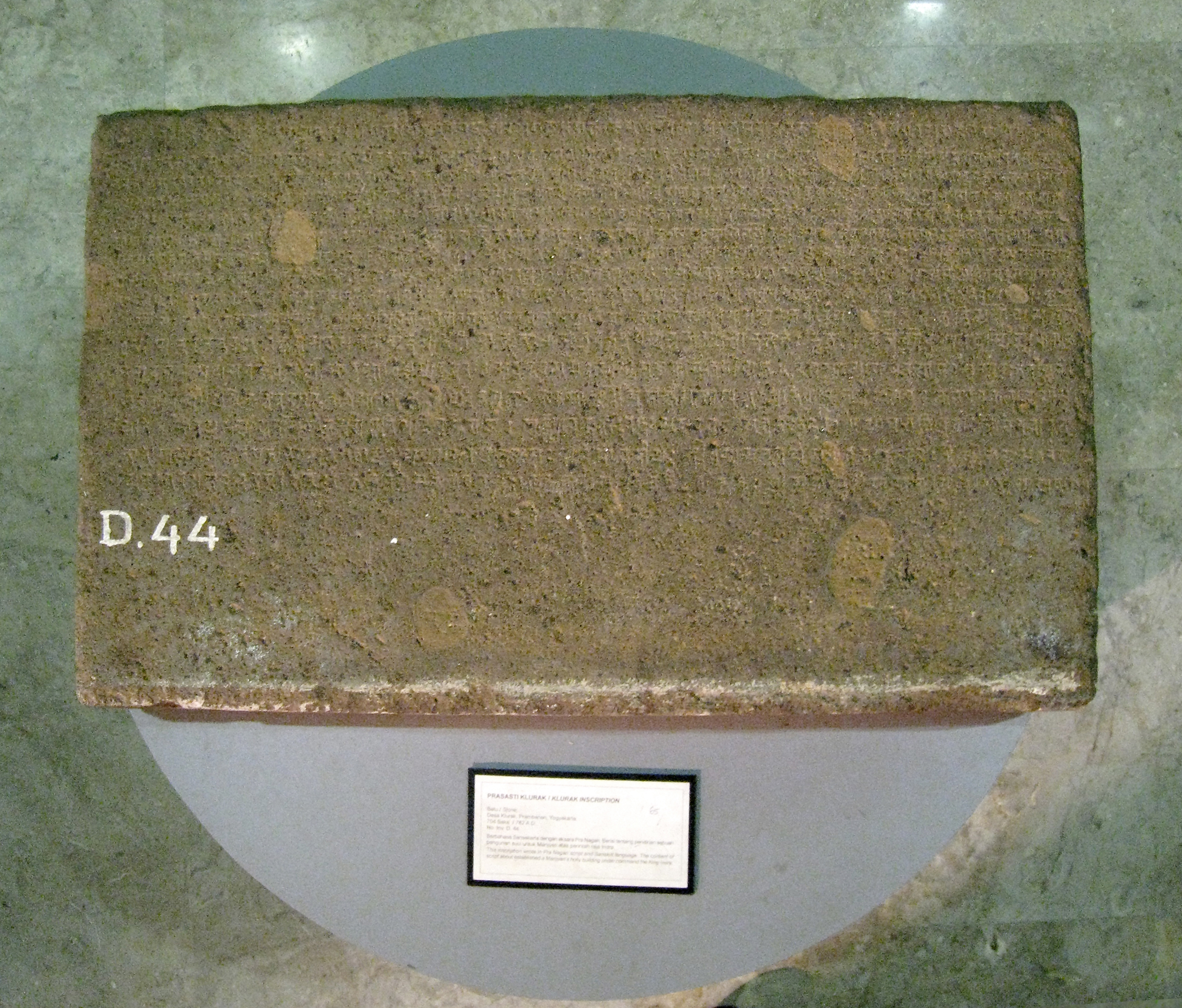
L'inscription de "Manjusri grha"

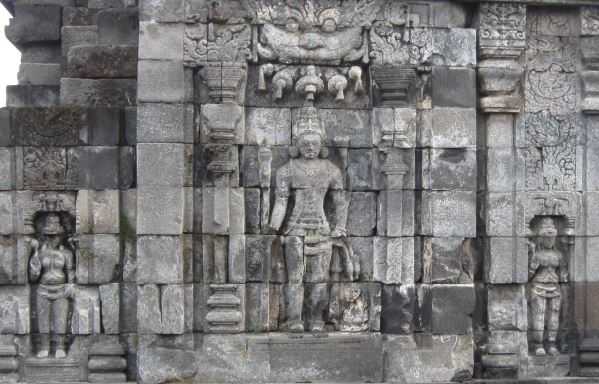
Bodhisattva sur le mur d'un des perwara

Selon une inscription datée de 792 apr. J.-C. et découverte en 1960, le nom original de l'ensemble était probablement "Manjushri griha" ("la maison de Manjushri"). Manjushri est le nom d'un bodhisattva. Le sanctuaire a sans doute été construit à la fin du règne Rakai Panangkaran (r. 746 – 784), un souverain du royaume de Mataram. Il a dû être agrandi et achevé sous le règne de Rakai Pikatan, un prince de la dynastie shivaïte Sanjaya prince marié à Pramodhawardhani, une princesse de la dynastie bouddhiste des Sailendra. La proximité de Candi Sewu et de Prambanan est un des nombreux témoignages de la coexistence harmonieuse des cultes bouddhique et hindouiste à Java durant la période classique. Les dimensions importantes de Candi Sewu indiquent un temple royal et un important centre d'activités religieuses.
Le temple a été sévèrement endommagé par le tremblement de terre de juillet 2006 à Java. 

## L'ensemble

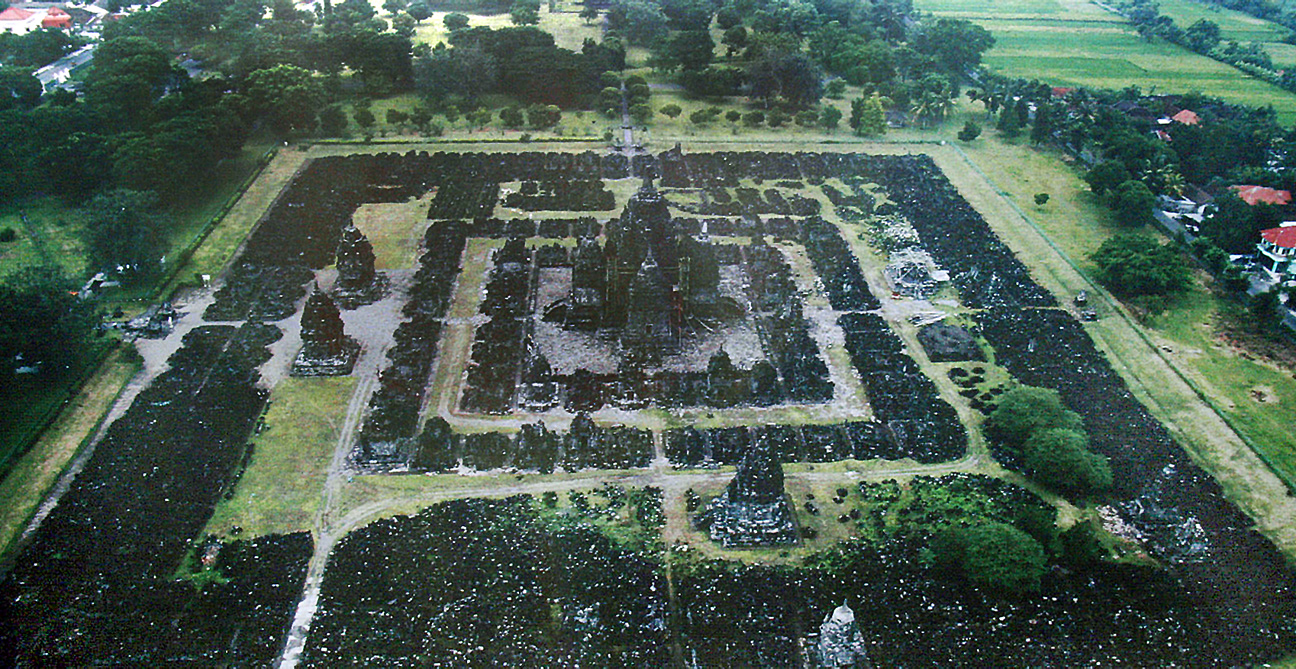
Vue aérienne de Candi Sewu montrant sa disposition en mandala

Candi Sewu est le plus grand ensemble bouddhique de la région de Prambanan. Il occupe un rectangle de 185 mètres (nord-sud) sur 165 mètres (est-ouest). 
On trouve une entrée à chacun des points cardinaux. L'entrée principal est celle située à l'est. Chacune des entrées était gardée par un couple de dvarapala, qui sont bien préservés. Les 257 édifices sont disposés selon un schéma de mandala exprimant la conception de l'univers du bouddhisme mahayana. Parmi ces édifices, 248 petits temples identiques sont disposés en quatre rangées rectangulaires concentriques. Les deux rangées extérieures consistent en 176 temples. Les 72 temples des deux rangées intérieures sont un peu plus grands que ceux des rangées extérieures. Les statues de ces édifices étaient comparables à celles du Borobudur et probablement en bronze. 
Le long des axes nord-sud et est-ouest, à environ 200 mètres, à chacun des points cardinaux, entre les 2e et 3e rangées de temples mineurs, on trouve une paire de temples perwara (avant-garde) se faisant face. Les perwara sont les plus grands en taille après le temple principal. Aujourd'hui, il ne reste que le couple de l'est et un des perwara du nord thern perwara.
Après la 4e rangée de temples mineurs s'étend une cour pavée au milieu de laquelle se dresse le temple principal.

## Le temple principal
Le temple principal est construit selon un plan en forme de croix, consistant en un polygone de 20 côtés et d'un diamètre de 29 mètres. Sa hauteur est de 30 mètres.